# Имагава Садаё
Имагава Садаё (1325—1420; также известный под именем Имагава Рёсюн) — один из наиболее выдающихся людей своей эпохи. Он известен не только своими достижениями стратега на поле брани, но и своими литературными произведениями.

## Биография
Семья Имагава представляла младшую линию клана Асикага, взяв свою фамилию от Имагава — названия поместья в провинции Микава. Отец Имагавы оказал поддержку сёгуну Такаудзи и в награду получил пост губернатора провинции Суруга, где клан обосновался на долгое время.

## Карьера
Военная карьера Имагавы началась со ссоры между Северным и Южным дворами. Он встал на сторону первого и к 1361 году разгромил Хасокаву Кнёудзи во время кампании в Ёсино. Вернувшись в Киото, он постригся наголо и посвятил себя религии, взяв имя Рёсюн.
В 1370 году, бакуфу, утратив контроль над большей частью острова Кюсю, прислал туда Рёсюна в качестве военного губернатора для усмирения территории.
Этой задаче Имагава посвятил следующие 10 лет.
В 1395 сёгун Ёсимицу, испугавшись могущества Рёсюна, отправляет его на занимаемый им ранее пост губернатора Суруги, где Имагава большую часть времени посвятил литературе и поэзии

## Творчество
Сочинять стихи Имагава начал с раннего возраста — уже в 20 лет его поэма вошла в Имперскую антологию. Однако большую известность Рёсюну принесли более поздние работы, среди которых:
- Митиюкиби, дневник путешественника, в который вошли некоторые из его стихотворений
- Нан Тайхээйки
- Правила, написанные в 1412 году для младшего брата, Тадааки. Эти правила, называвшиеся также настенными надписями пользовались огромной популярностью как учебник нравственного поведения вплоть до ІІ мировой войны. Написанные в стиле канбун, они излагают ту точку зрения, согласно которой воин должен обладать необходимыми навыками как в военной, так и в литературной сферах.

Как буддист Рёсюн проповедовал жизнелюбие, но как представитель класса воинов испытывал огромное уважение к своей профессии.